# Починковская волость (Череповецкий уезд)
Починковская волость — административно-территориальная единица в составе Череповецкого уезда Новгородской губернии.

## Населённые пункты
Согласно "Списку населенных мест Новгородской губернии. Выпуск IX. Череповецкий уезд" в 1912 году число жителей: 9036, из них мужчин – 4355, женщин – 4681.
В состав Починковской волости входили следующие населенные пункты:
- 1. дер. Божая  Большая (Божайского) – р. Божая, ныне затоплена
- 2. дер. Болыкино (Кистеневского) – пруд, колодец, левый берег Шексны, ныне затоплена
- 3. вслк. Большая Дьяконовская (крестьян собственников) – ныне Дьяконовское (Нифантовское с/п)
- 4. дер. Большая Кислиха (Трошинского) – утрачена
- 5. вслк. Большая Кунжая (крестьян собственников) – река Кунжая, на правом берегу р. Шексны
- 6. дер. Большая Сосновка (Окоемовская) (Мышкинского) – р. Б. Чуровка
- 7. дер. Большой Починок (Починковского) – волостной центр, утрачена, находилась на месте карьера севернее с. Чуровского
- 8. дер. Борисово (Борисовского)
- 9. дер. Бугры (Келбуйского)
- 10. будка Волог. ж. д. близ д. Михайловское, р. Имай
- 11. будка Волог. ж. д. близ дер. Иванцево, ручей
- 12. дер. Васильево (Васильевского)
- 13. дер. Верещагино (Курганского) – р. Немайка – утрачена
- 14. дер. Вилы (Елесинского) - утрачена
- 15. вслк. Виноградово (об-ва крестьян дер. Уложково) – смежен с пог. Чуровским
- 16. дер. Высоково (Высоковского)
- 17. дер. Гаврилово (Кустовского) – рч. Чуровка, Сиземское с/п
- 18. Гавриловская водяная мельница (крестьян дер. Гаврилово) – рч. Чуровка
- 19. дер. Гнивашево (Кистеневского) – рч. Чуровка
- 20. дер. Гологузка (Мышкинского)
- 21. дер. Демсино (Демсинского) – рч. Чуровка
- 22. дер. Деревница (Борисовского) – рч. Чуровка
- 23. дер. Дроздово (Дроздовского) – рч. Чуровка – утрачена
- 24. дер. Дуброва (Дубровского) – ныне Дуброво
- 25. дер. Дураково (Малое Кистенево) (Кистеневского) – рч. Палшма – утрачена
- 26. дер. Елесино (Елесинского)
- 27. дер. Ельцово(Пахомовского)
- 28. дер. Еремичева Божая (крестьян собственников) – рч. Божая
- 29. дер. Зайцево Большое (Зайцевского) – р. Шексна, ныне имя носит дачный поселок
- 30. Запогостский Перевоз – р. Шексна
- 31. пог. Запогостье (Поповка) – рч. Чуровка, уцелела только каменная церковь Рождества Христова (1802 г.), ныне находящаяся в руинированном состоянии
- 32. дер. Заречье (Повалиха) (Рыбайского) – р. Шексна - затоплена
- 33. вслк. Иванково Божая (крестьян собственников) – ныне дер. Иванково (Нифантовское с/п)
- 34. дер. Иванцево (Михайловского) – утрачена
- 35. дер. Игумново (Починковского)
- 36. Игумновская водяная мельница (Починковского) – рч. Чуровка
- 37. вслк. Ижина (П. Чуровского)
- 38. дер. Ильинское (Ильинского)
- 39. дер. Ионкино (Келбуйского) - утрачена
- 40. дер. Келбуй (Келбуйского)
- 41. дер. Кистенево (Большое Кистенево) (Кистеневского) – рч. Мал. Чуровка – утрачена
- 42. Кистеневская водяная мельница (Кистеневского) – рч. Чуровка
- 43. дер. Колышкино (Зайцевского) – пруд
- 44. хут. Крутой (Быстрый, хутор А. Шумова) – руч. Крутой
- 45. дер. Кукино (Семкинского)
- 46. вслк. Кунжая Степашева (А. Степашева)
- 47. Курганский Перевоз (общества крестьян дер. Курган) – р. Шексна
- 48. дер. Курганы (Курганского) – утрачена
- 49. дер. Курья (Селецкого)
- 50. дер. Кусты (Кустовского) – Сиземское с/п
- 51. дер. Лодыгино (Медвежьевского) – утрачена
- 52. дер. Лысково (Мышкинского)
- 53. Лысковская водяная мельница (крестьян дер. Лысково) – рч. Чуровка
- 54. вслк. Максимово Толстово (частных владельцев) – р. Божая
- 55. вслк. Малая Дьяконовская (крестьян собственников)
- 56. дер. Малая Кислиха (Трошинского) - Сиземское с/п
- 57. вслк. Малая Кунжая (Андрюшина Кунжая) (крестьян собственников) – р. Кунжая
- 58. дер. Малая Сосновка (Лесная Сосновка) (Елесинская) – упразднена 20.03.2001
- 59. дер. Малинуха (Сосновского)
- 60. дер. Малое Зайцево (Зайцевского) – р. Шексна – утрачена
- 61. дер. Малый Починок (Дроздовского) – рч. Чуровка – ныне Починковская улица в пос. Шексна
- 62. дер. Медвежье (Медвежьевского) - Сиземское с/п
- 63. дер. Межуево (Сосновского) – утрачена
- 64. Миглеев хутор (Н. Лобачева) (Мышкинского)
- 65. дер. Михайловское  (Михайловское)
- 66. дер. Мокрица  (Кустовского)
- 67. дер. Морщихино (Медвежьевского)
- 68. дер. Мыс Демичев (Демина) (крестьян собственников)
- 69. дер. Мыс Ляпков (Мыс) (крестьян собственников)
- 70. дер. Мышкино   (Мышкинского)
- 71. Мышкинский Перевоз (крестьян дер. Мышкина) – р. Шексна
- 72. дер. Норова (Норовка) (Пахомовского) – ныне дер. Норовка
- 73. дер. Обухово (Пестовского) – утрачена
- 74. Обуховская водяная мельница (Высоковского) – реч. Чуровка
- 75. дер. Овинцы (Овинец) (Дроздовского) – пруд – ныне Овинцевская улица в пос. Шексна
- 76. дер. Палшма (крестьян собственников) – рч. Палшма – утрачена
- 77. дер. Петракичево (Пахомовского) – ныне Патрекичево
- 78. дер. Пахомово (Пахомовского)
- 79. Переездная будка на 483 в. (Сев. ж.д.)
- 80. дер. Перхино (Ильинского)
- 81. дер. Пестово (Пестовского)
- 82. дер. Пестюшкино (Елесинского) – утрачена
- 83. дер. Плешаково (Селецкого)
- 84. дер. Пограево (Борисовского)
- 85. дер. Полежаево - Сиземское с/п
- 86. полуказарма № 495 (на линии Сев. ж. д.) (МПС) – р. Имайка
- 87. дер. Поповское (Богоявление) (Демсинского)
- 88. дер. Потеряево (Трошинского) - Сиземское с/п
- 89. дер. Рамешка Лесная (Медвежьевского) - ныне Рамешка Сиземское с/п
- 90. дер. Разбуй (Дубровского)
- 91. ремонтная казарма на 484 в. (Сев. ж.д.) (МПС)
- 92. дер. Рублево (Кустовского)
- 93. дер. Рыбая (Рыбайского) – пруд, ныне затоплена
- 94. дер. Речная Рамешка (Сосновского) – пруд, утрачена
- 95. дер. Речная Сосновка (Сосновского)
- 96. дер. Самсоница (Трошинского) - Сиземское с/п
- 97. дер. Сватково (Медвежьевского) - Сиземское с/п
- 98. дер. Селецкая (Селецкого)
- 99. дер. Сельца (Пестовского)
- 100. деревня Семкино (Семкинского)
- 101. дер. Сигарево (Пирогово) (Демсинского)
- 102. Синюкино (хутор В.И. Смирнова) (Васильевского)
- 103. дер. Слизово (Демсинского)
- 104. дер. Сопятка (Зайцевского) – р. Шексна, затоплена
- 105. Сосновский перевоз (крестьян дер. Речная Сосновка) – р. Шексна
- 106. Сотенный хутор (И. Ромичева) (Починковского) – р. Рыбайка
- 107. дер. Старово (Борисовского)
- 108. скит Сыромяткино (И. Обрядиной)
- 109. Сыч (хутор Я. Захарова) (Мышкинского) – р. Шексна
- 110. вслк. Сямичева Божая (крестьян собственников) – рч. Божая, ныне деревня Сямичи, Нифантовское с/п
- 111. Сямичево Толстово (крестьян собственников) – рч. Божая, ныне деревня Толстово, Нифантовское с/п
- 112. дер. Тресино (Зайцевского) – утрачена
- 113. деревня Трошино (Трошинского) – Сиземское с/п
- 114. вслк. Туриченкова Божая (крестьян собственников) – рч. Божая
- 115. дер. Уложково (Починковского) – ныне Улошково
- 116. дер. Федорово (Селецкого)
- 117. дер. Фертистово (Курганского)
- 118. дер. Черепаново (Курганского) – р. Шексна, утрачена
- 119. Черепановская водяная мельница (крестьян дер. Черепанова) – р. Чуровка
- 120. Черепановский перевоз (крестьян дер. Черепанова) – р. Шексна
- 121. Чуровский погост (Поповка) – ныне село Чуровское
- 122. дер. Якунькино (Семкинское) – нежилая